# David Mazouz
David Albert Mazouz født 19. februar 2001) er en amerikansk skuespiller, der er bedst kendt for at spille rollen som Bruce Wayne i Fox's Batman-prequel tv-serie Gotham (2014–2019). Mazouz påbegyndte sin skuespillerkarriere med flere gæsteroller før han blev castet til Foxs tv-serie Touch (2012–2013), for som han blev nomineret til en Young Artist Award for. Han har haft roller i filmene The Games Maker og The Darkness.

## Filmografi

### Film
| År   | Titel                       | Rolle           | Noter    |
| ---- | --------------------------- | --------------- | -------- |
| 2011 | Coming & Going              | Timmy           |          |
| 2013 | Sanitarium                  | Steve Mansworth |          |
| 2014 | The Games Maker             | Ivan Drago      |          |
| 2016 | The Darkness                | Michael Taylor  |          |
| 2016 | Incarnate                   | Cameron Sparrow |          |
| 2021 | The Birthday Cake           | Young Gio       |          |
| 2023 | Nothing, Except Everything. | Miles           | Kortfilm |

### Tv
| År        | Titel            | Rolle                         | Noter                                              |
| --------- | ---------------- | ----------------------------- | -------------------------------------------------- |
| 2010      | Amish Grace      | Andy Roberts                  | Tv-film                                            |
| 2010      | Mike & Molly     | Randy                         | Episode: "After the Lovin'"                        |
| 2011      | Private Practice | Marshall Rakoff               | Episode: "God Bless the Child"                     |
| 2011      | Criminal Minds   | Ryan Hall                     | Episode: "The Bittersweet Science"                 |
| 2011      | The Office       | Bert California               | Episode: "Spooked"                                 |
| 2012–2013 | Touch            | Jake Bohm                     | Hovedrolle                                         |
| 2013      | Major Crimes     | Steve                         | Episode: "All In"                                  |
| 2013      | Dear Dumb Diary  | Hudson Rivers                 | Tv-film                                            |
| 2014      | Drop Dead Diva   | Ryan Hatcher                  | Episode: "Life & Death"                            |
| 2014–2019 | Gotham           | Bruce Wayne / The Dark Knight | Hovedrolle                                         |
| 2017      | Family Guy       | Peter Griffins kollega        | Stemme, episode: "Don't Be a Dickens on Christmas" |
| 2020      | Day by Day       | Caleb / fortæller             | Episode: "Destiny Cinema 2"                        |

## Hæder
| År   | Pris                     | Kategori                                                   | Nomineret arbejde | Resultat  | Ref.  |
| ---- | ------------------------ | ---------------------------------------------------------- | ----------------- | --------- | ----- |
| 2013 | 34th Young Artist Awards | Best Performance in a TV Series – Leading Young Actor      | Touch             | Nomineret | [ 4 ] |
| 2018 | 44th Saturn Awards       | Best Performance by a Younger Actor in a Television Series | Gotham            | Nomineret | [ 5 ] |
| 2018 | 2018 Teen Choice Awards  | Teen Choice Award for Choice Action TV Actor               | Gotham            | Nomineret | [ 6 ] |
| 2019 | 45th Saturn Awards       | Best Performance by a Younger Actor in a Television Series | Gotham            | Nomineret | [ 7 ] |